# Liste der Vizegouverneure von Florida

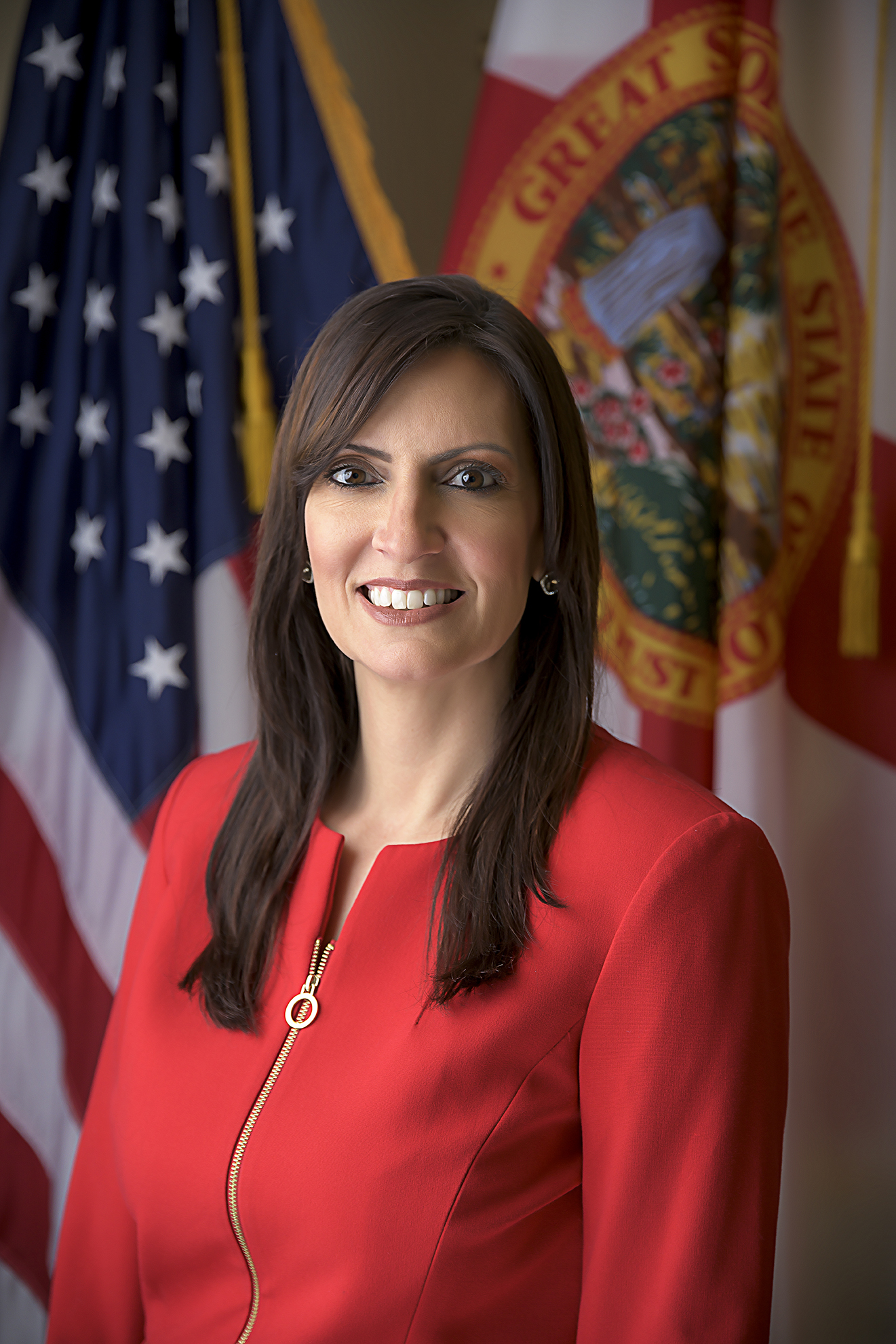
Jeanette Núñez, Vizegouverneurin von Florida seit Januar 2019

Das Amt des Vizegouverneurs wurde im US-Bundesstaat Florida erstmals im Jahr 1865 eingerichtet, nach einer Verfassungsänderung aber 1889 wieder abgeschafft. Seit 1969 sieht die Verfassung des Staates diese Position wieder als Stellvertreter des Gouverneurs vor. Der Vizegouverneur wird als Running Mate des Gouverneurs zusammen mit diesem gewählt.
Seit Januar 2019 amtiert die Republikanerin Jeanette Núñez als Vizegouverneurin und ist damit Stellvertreterin von Gouverneur Ron DeSantis.
| Name                           | Amtszeit  | Partei         |
| ------------------------------ | --------- | -------------- |
| William Washington Jones Kelly | 1865–1868 | Republikaner   |
| William Henry Gleason          | 1868–1870 | Republikaner   |
| Edmund Cottle Weeks            | 1870      | Republikaner   |
| Samuel T. Day                  | 1871–1873 | Republikaner   |
| Marcellus Lovejoy Stearns      | 1873–1874 | Republikaner   |
| Noble Andrew Hull              | 1877–1879 | Demokrat       |
| Livingstone W. Bethel          | 1881–1885 | Demokrat       |
| Milton H. Mabry                | 1885–1889 | Demokrat       |
| Ray C. Osborne                 | 1969–1971 | Republikaner   |
| Thomas Burton Adams            | 1971–1975 | Demokrat       |
| James H. Williams              | 1975–1979 | Demokrat       |
| John Wayne Mixson              | 1979–1987 | Demokrat       |
| Bobby Brantley                 | 1987–1991 | Republikaner   |
| Kenneth Hood MacKay            | 1991–1998 | Demokrat       |
| Frank T. Brogan                | 1999–2003 | Republikaner   |
| Antoinette Jennings            | 2003–2007 | Republikaner   |
| Jeffrey Kottkamp               | 2007–2011 | Republikaner   |
| Jennifer Carroll               | 2011–2013 | Republikaner   |
| Carlos López-Cantera           | 2014–2019 | Republikaner   |
| Jeanette Núñez                 | seit 2019 | Republikanerin |